# Ambalakindresy
Ambalakindresy – gmina (kaominina) na Madagaskarze, w regionie Haute Matsiatra, w dystrykcie Ambohimahasoa. W 2001 roku zamieszkana była przez 13 088 osób. Siedzibę administracyjną stanowi Ambalakindresy. Jest jedną z 17 gmin dystryktu.
Przez gminę przebiega droga krajowa. Na jej obszarze funkcjonują m.in. szkoła pierwszego stopnia oraz bank. 98% mieszkańców trudni się rolnictwem, natomiast 2% pracuje w usługach. Produktami o największym znaczeniu dla lokalnej gospodarki są ryż, fasola oraz bataty. Powyżej 75% rolników stosuje przy uprawach nawozy mineralne. Pogłowie bydła w 2001 r. liczyło 2780 sztuk.
Przed wprowadzeniem nowego podziału administracyjnego Madagaskaru w 2007 r. gmina znajdowała się w prowincji Fianarantsoa.
Gmina położona jest w strefie czasowej UTC+03:00.